# Taufbecken (Carignan-de-Bordeaux)

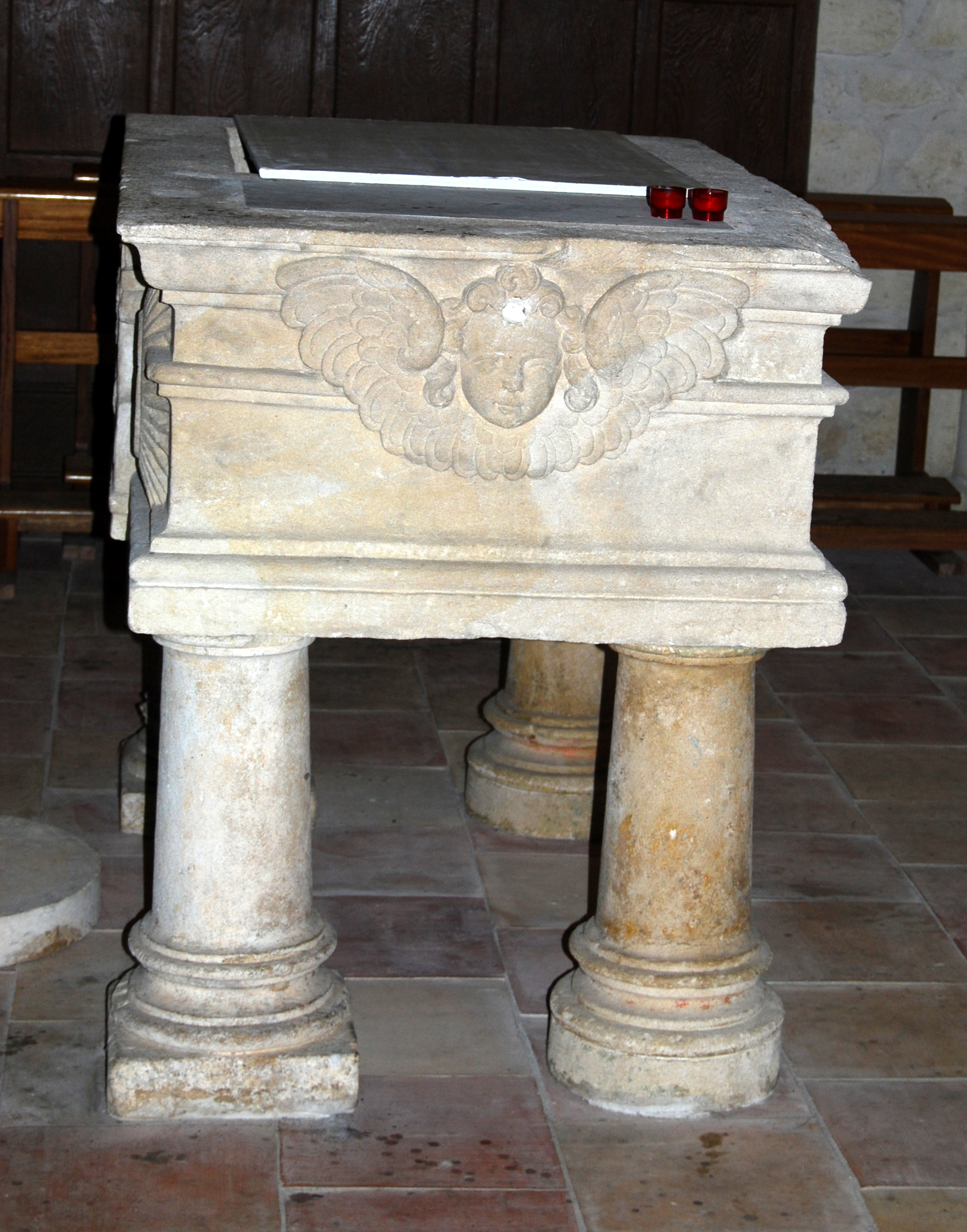
Taufbecken in Carignan-de-Bordeaux

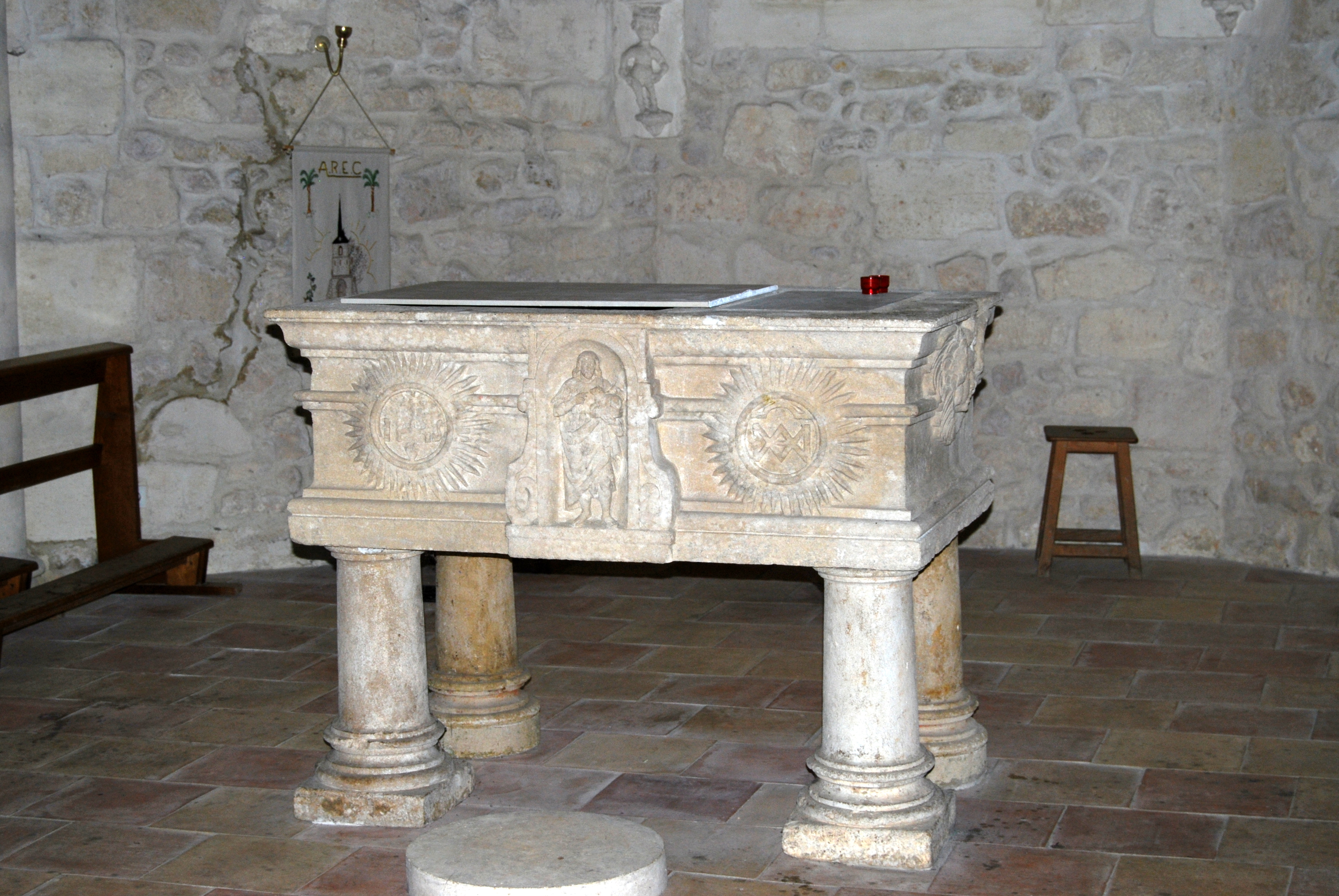
Relief mit Johannes dem Täufer, der ein Lamm in den Händen hält

Das Taufbecken in der Kirche St-Martin in Carignan-de-Bordeaux, einer französischen Gemeinde im Département Gironde der Region Nouvelle-Aquitaine, wurde 1637 geschaffen. 
Im Jahr 1908 wurde das barocke Taufbecken als Monument historique in die Liste der denkmalgeschützten Objekte (Base Palissy) in Frankreich aufgenommen.
Das Taufbecken auf vier Säulen mit viereckigen Basen wurde aus einem Steinblock geschaffen. Es besitzt zwei Becken, ein Becken diente zur Aufbewahrung des Taufwassers und das andere wurde für die Taufe genutzt.
Alle Seiten sind mit Reliefs bzw. an einer Längsseite mit der Jahreszahl 1637 geschmückt.